# Romance en Colombia
El Romance en Colombia surgió siguiendo el modelo español gracias a las distintas colecciones de romances traídos desde España; pero con diferencias correspondientes a las circunstancias autóctonas del territorio. Los romances que han sido recogidos en su mayoría pertenecen a la costa del Pacífico y entre ellos destacan principalmente los de tipo religioso y novelesco.
Su composición mantiene la combinación métrica homónima, sin embargo presenta una tendencia al ritmo trocaico y a una distribución regular de los acentos, resaltando la tercera sílaba. Su tono sigue la norma rítmica del romance tradicional, el factor de timbre (asonancia) presenta algunas irregularidades que afectan versos sueltos y pares de versos, y la medida silábica se caracteriza por tener versos fluctuantes.
Los romances castellanos en Colombia llaman la atención por su diversidad en temática y originalidad cuyo estudio se ha realizado a partir de grabaciones en escuelas religiosas colombianas y por la recitación de informantes de memoria en Nariño, Chocó y la Costa Atlántica.

## Conquista y Colonia

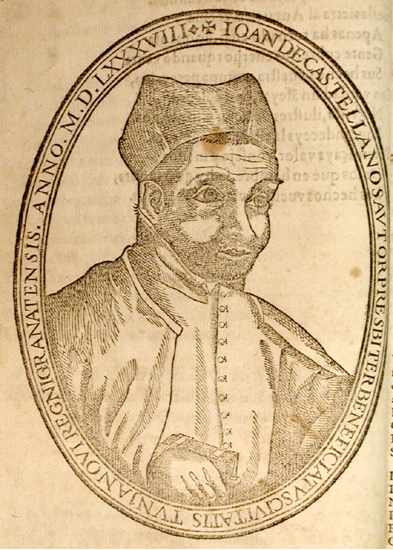
Juan de Castellanos

Con la llegada de los españoles al territorio americano se “importó” a esta zona la tradición lírica popular española, debido a que los romances se cantaban o tocaban en los barcos de los conquistadores como pasatiempo para hacer olvidar las incomodidades del viaje. Estas composiciones líricas eran parte esencial de la tradición musical y literaria cultivada en el siglo XVII en España que poco a poco fue adoptada por las colonias conquistadas y expandida de manera oral por toda la región. Una de las pruebas de que el Romance español fuera distinguido por los habitantes del Nuevo Reino de Granada durante este siglo lo tenemos por medio de testimonios indirectos en la obra más importante de la literatura colonial colombiana, el poema Las Elegías de Varones Ilustres por Juan de Castellanos, por quien podemos saber también que los primeros versos que fueron compuestos y difundidos en suelos colombianos no son propiamente romances, sino las llamadas coplas redondillas. Este periodo se caracteriza por la carencia de romances autóctonos colombianos, esta “escasez” podemos atribuirla a varias razones: lo limitado de los centros culturales de Santa Fe y Cartagena, la pausada construcción del virreinato, la pérdida de manuscritos y pliegos sueltos, la tardía importación de la imprenta y las pocas corrientes literarias de los primeros tiempos de Colombia, ya que todas estas composiciones son presentadas tan solo como ecos de los romances españoles, pero que sin embargo presentan una gran conexión con las tendencias poéticas y musicales del imperio colonial.
La obra poética de Castellanos ha sido considerada como un gran ejemplo de las tendencias literarias y corrientes poéticas de España del siglo XVI, no solo por su composición sino que también por los distintos grupos poéticos que describe en las Elegías que se encontraban presentes en las Indias Occidentales, es decir, la antigua poesía española estaba siendo perdurada en la Colonia, pues las formas artísticas presentes cerca a 1540 en Tierra Firme son versos, coplas, redondillas, contrapunto a varias voces, villancicos y romances. Gracias también a varias referencias en su obra conocemos que Castellanos era conocedor y poseedor de una gran variedad de libros musicales, donde evidentemente estaban transcritos varios de los romances españoles tradicionales. Esto ilustra que los cantantes, músicos y artistas debieron ser un público que adquirían los recientes cancioneros y manuales musicales para lograr acompañar los momentos recreativos tan lujosos como los describe Castellanos en sus Elegías,  con lo que se puede afirmar una importante divulgación de literatura musical en este siglo, siendo portadora sobre todo de la adaptación de los romances españoles más conocidos en el territorio del Nuevo Reino de Granada.

### En lasElegías de Varones Ilustres de Indias
Los investigadores Isaac J Pardo1 y Gisela Beutler2 reconocen la utilización de cinco romances españoles por Castellanos y que podemos leer como una lejana reminiscencia del Romancero español: 
- Marqués de Mantua (Elegías I.XI.V)
- Romance de Montesinos (Elegías II. Lope de Orozco, I)
- Romance de Gómez Arias (Elegías III. Benalcázar, X)
- Mira Nero de Tarpeia (Elegías I.XIV.IV)
- Mis arreos son las armas (Elegías I.I.II/ I.V.II/ I.X.IV/I.X.II)
- Romance de Gaiferos y Melisenda (Elegías III. Benalcázar, X)
- Romance del Tiempo Bueno (Elegías II.IV.IV)

Castellanos estaba familiarizado, sin lugar a dudas, con el Romancero español, pues en algunos casos hace referencia indirecta a la tradición popular del romance, mientras que en otros, cita casi que al pie de la letra versos enteros o fragmentos de los anteriores romances, que incluyen carolingios, de temas clásicos, tradicionales, novelescos y cultos.Todos ellos pertenecen al repertorio de la época, por lo que Castellanos debió escucharlos en Sevilla antes de emprender su viaje o hallarlos en los Romanceros y Cancioneros españoles publicados por la época. A pesar de la “escasez” aparente de las reminiscencias del romance en la obra de Castellanos, quien se inclinaba marcadamente por el rasgo popular de la época, la presencia de citas de romances se hallan incrustadas en el ambiente clásico y retórica por lo que constituyen un indicio claro de que los romances españoles circulaban en la época gracias a la tradición oral y escrita en el Reino de la Nueva Granada.

## sigloXVII
La tradición romancera en este siglo fue principalmente de tipo religioso a raíz de la importancia de la vida eclesiástica en la Colonia. Todos los romances fueron escritos en el Nuevo Reino de Granada siguiendo las normas de los modelos españoles y estaban relacionados con festividades solemnes como la Semana Santa.

### En la obra de Fernández Venezuela
Se puede encontrar un romance religioso en el compendio gramatical Thesaurus linguae latinae en el folio 209, compuesto por Fernando Fernández de Valenzuela a los 12 años de edad entre 1628 y 1629. Este romance demuestra que circulaban o se componían romances religiosos en el territorio que sería Colombia. Su tema era la pasión de Cristo y consta de 28 versos que se pueden reunir en siete cuartetos. La forma sintáctica es complicada con una selección de vocabulario y metáforas; el recuento de sílabas es exacto, tiene un estilo “culto” y su tono es solemne y conmovedor. En este romance se encuentran muchas similitudes con el que publicó Lorenzo de Sepúlveda en sus Romances nuevamente sacados de historias antiguas sobre la Pasión, sin embargo, su estilo difiere a los romances de Pasión publicados alrededor de 1600.

### En la obra de Domínguez Camargo
Entre 1631 y 1636, Hernando Domínguez de Camargo había compuesto al menos dos romances cultos: A un salto por donde se despeña el arroyo de Chillo y A la muerte de Adonis, ejemplos de la lírica barroca en Latinoamérica. En 1652 se publica la Invectiva Apologética del mismo autor, tratado sobre el gongorismo basado en dos romances del Nuevo Reino de Granada (A la pasión de Cristo de su propia autoría y el Romance a Cristo en la Cruz de autor anónimo) y el modelo español (el Romance a la pasión de Fray Hortensio Paravicino), siendo la temática de todos la Pasión. El romance de Domínguez se caracteriza por presentar el suceso de forma abreviada y por hacer énfasis en la figura del Crucificado y el temblor que sacude la tierra después de su muerte. El anónimo es una imitación del de Domínguez, utiliza su técnica de acumulación de metáforas y su contenido está abreviado. El de Paravicino tiene una expresión subjetiva, cuyo relato es interrumpido por exclamaciones y comentarios que se asemejan al estilo de Lope de Vega. La diferencia entre el estilo de los romances neogranadinos y el español es clara: mientras que el tono del último es lírico y mesurado, Domínguez posee uno tajante y fuerte que el anónimo intentó imitar; así se va configurando una forma propia del romance culto en el Nuevo Reino de Granada.

### ElCertamen literario
En 1662 se realizaron unas festividades en Tunja para celebrar el nacimiento del nuevo heredero al trono español, Carlos José de la casa de los Habsburgos en España. La celebración duró ocho días durante los cuales se hicieron primero las festividades religiosas, “vísperas”, ”solemne misa cantada” y “procesión”; luego siguieron distintas actividades como la representación de comedias, corridas de toros, fuegos artificiales y baile de disfraz; y para finalizar se realizó un concurso poético en honor al acontecimiento. Este certamen literario poseía seis asuntos: una glosa, un soneto acróstico, cuatro décimas, un romance, cuatro estancias y ocho octavas; cada uno con su correspondiente premio. El tema del romance era:
Pídese un romance en que se manifieste lo grande de la Majestad Cathólica en el amparo de todas las naciones. Y de la ingratitud de Britano en las correspondencias que ha tenido a nuestro gran Monarca3.  
Este era claramente político; debido a la destrucción de la Armada Invencible y el “ocaso” del imperio español, el tema del romance era un cantar al poderío español y contra Inglaterra para mantener viva la esperanza con el nacimiento del nuevo monarca. Al romance se le exigía un contenido histórico-político.
El ganador del certamen fue el Maestro don Fernando de Mendoza con un romance de 20 cuarteros y una totalidad de 80 versos con asonancia e-o. Sin embargo hubo dos romances premiados; del segundo no se conoce su autor, aunque se cree que es del mismo Mendoza. Este romance constaba de 14 cuartetos y 56 versos con asonancia e-a. Ambos romances utilizan alegorías gongorinas, imágenes astrológicas, comparaciones meteorológicas, metáforas musicales y referencias a la mitología clásica; pero el segundo es una invectiva continua contra Britania. 
Inicio y final del romance de Mendoza:
Ave supremo Monarca,
nuevo sol por quien contemplo
………………………...
porque para nuevo sol

ganes nuevo firmamento.
Inicio y final del segundo romance:
Generoso el beneficio
en tanto su ser ostenta
…………………………
que no vive el beneficio

su ingratitud aunque muerta4

### En la obra de Juan de Cueto y Mena
En 1600 Juan de Cueto y Mena compuso en Cartagena distintos poemas con motivo de la canonización de Santo Tomás de Villanueva, celebración muy similar a la de Tunja. La Relación de las insignes festividades a la Canonización de Santo Tomás de Villanueva consta de seis romances religiosos:
1. Astro de mayor grandeza,
eres, Tomás del Zafir.
Asonancia -i.
2. Desde que nace Tomás, 
nace a su patria fauor.
Asonancia -o.
3. A la fiesta de Tomás
baxa del cielo la esfera.
Asonancia -e -a.
4. A la Ciudad de Valencia 
parte Arçobispo Tomás 
Asonancia -a.
5. A la gala de Tomás
haze canciones el cielo.
Asonancia -e -o.
6. Vaya de fiesta, zagales,
regozijémonos oy.

Asonancia -ó
En la mayoría de los romances Cueta utiliza la asonancia aguda, solo en dos casos utiliza la llana. A través de metáforas usuales del cultismo alaba las virtudes del santo, sin embargo en algunos casos se ve influencia de los romances viejos como en el 4.

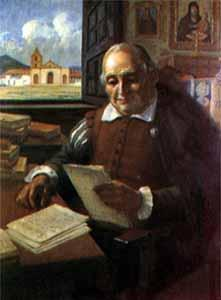
Juan Rodríguez Freyle

En sus comedias Competencia en los nobles y discordia concordada y Paráphrasis panegírica, escritas durante el auge de la Comedia en el Siglo de Oro según la tradición peninsular, demuestra conocer bien la métrica de los romances ya que en la primera realiza 626 versos de romance y en la segunda 306 versos.

### Otros rastros de los romances españoles
En 1674 es publicada Genealogías del Nuevo Reino de Granada, registro de nobleza de las familias de los conquistadores escrito por Juan Flórez de Ocáriz donde cita distintos romances carolingios, fronterizos y moriscos como el de amores de Galiarda, el de los Doce Pares, del Conde de Ureña y de Lorca, entre otros.
En 1607 durante la guerra contra los indios Pijaos el Gobernador Diego de Ospina encontró el cuarteto de un romance variante de un romance del ciclo de Granada que relata un torneo entre los Abencerrajes y los Zegríes. Esto se podría deber a que se usaban romances españoles como alerta o tal vez solo era sarcasmo.
Entre 1636 y 1638 fue escrito El Carnero de Rodríguez Freile. En esta obra se cree que en el capítulo 15 el episodio entre Gaspar de Peralta y Francisco de Ontanera pudo haber sido influenciada por el recuerdo de uno de los romances del Cid, algo típico en los cronistas inclinados a escribir pintorescamente.

## sigloXVIII
En el siglo XVIII se encuentran formas de romances enfocadas a temas cortesanos, bucólicos o de contenidos variados. Al mismo tiempo se invierte al molde del “romance noticiero”.

### En la obra de Velasco y Zorrilla
Hay presencia de romances en la obra poética de Francisco Álvarez de Velasco y Zorrilla Archivado el 21 de agosto de 2019 en Wayback Machine., quien en la apropiación de la forma clásica varía el romance del octosílabo al endecasílabo pero mantiene las temáticas religiosas y de orden moral como en el siglo XVII. Como primer poeta de Nueva Granada, acentúa las formas idiomáticas particulares del español hablado en América que difiere del de España, alabando la individualidad y cultura del Nuevo Mundo. Compone el siguiente romance endecasílabo con doble “esdrújulos”:
“Ánimo, corazón, y si tímido,
Prófugo en tus lágrimas pávidas 
Náufrago hoy presumes atónito 
Únicas tus congojas fantásticas.
Vuélvete pues te miras por mísero
Huérfano a Maria con fé cándida,
Ruégale que te mire benévola,
Pídele que te atienda en tus lastimas”

[Estrofa 1 y 2 de A los Dolores de la Virgen]
Al variar la forma del romance confiere un efecto de limitación de sentido y expresión, como lo menciona el mismo autor. Velasco y Zorrilla reemplaza el lenguaje metafórico de Hernandez Camargo por una dicción pulida y artificial en el que incrusta los motivos religiosos. 

### En la obra de Vélez Ladrón de Guevara
El romance también tiene una participación importante en la obra de Francisco Vélez Ladrón de Guevara, quien se enmarca en la poesía cortesana del Virreinato tratando temas galantes, autobiográficos, y de colombianos autóctonos en sus romances. Uno de sus romances más conocidos consta de 675 versos, y es famoso por ser el primer elogio al Salto del Tequendama y describe un paseo en los alrededores hecho por damas y caballeros de la sociedad que deseaban disfrutar de un paseo:
“Una tarde que cansado
De papeles y de escritos,
De libelos, memoriales,
Alegatos y litigios,

Le di de mano a la pluma...”
Así inicia el romance y acaba con una alabanza a las damas Bárbara, Mariana y Josefa que visitaban el salto: “de estas tres caritas bellas”. En este romance cuenta las vicisitudes y calamidades de un paseo al campo, el estilo que usa en la descripción dentro del romance anticipará el de los costumbristas.
Otro romance característico consta de 665 versos, fechado de 1781. Esta composición aparece como “información” pues en ella se hace una petición, dirigida al visitador Gutiérrez de Piñeros. El tono es desesperado y explica la situación precaria del poeta y expone detalladamente sus condiciones personales. Hace alusión a la antigua estirpe a la que pertenece pero que no le produce dineros, sus buenos oficios ante el monarca Carlos III y su actividad profesional como abogado. El romance hace uso de la tradición de las incontables peticiones de los súbditos españoles dirigidos hacia la corona, tiene un estilo vivido y personal, además de algunos datos históricos interesantes. Es notable que este tipo de información la cuente en verso y no en prosa, y se debe a que el poeta considera que esta clase de versos da mayor perfección a lo expresado, lo cual es una observación interesante ya que retoma la antigua función desempeñada por el romance en cuanto a su papel informativo como es el caso del Romancero Viejo. 

Dentro de este romance el poeta menciona entre sus méritos tener de antepasado al poeta Garcilaso de la Vega, quien a su vez es relacionado con el héroe Garcilaso, protagonista de un romance fronterizo. Este romance cuenta la historia de un joven caballero español que obtuvo como premio, por matar al moro Tarfe, ser apellidado “de la Vega” y usar el Avemaría en su escudo. Por lo tanto los versos de Vélez Ladrón de Guevara contienen una referencia directa a este romance fronterizo:
“Oh Garcilaso, tú que
No contento desde niño
Con degollar los gigantes
En sagrados desafíos,
Nuevo David de las tropas
Españolas has sabido
Grabar tu nombre en el Cielo
Poniendo por mejor signo 
El de Maria en su Esfera
Con triunfo tan inaudito.”
[Vélez Ladrón de Guevara]
“De hinojos puesto ante el rey
está el joven Garcilaso,
cuyo paje era, pidiendo
le deje salir al campo
para castigar de Tarfe
contra la fe el desacato.[...]
—Valeroso Garcilaso,
llamáos también de la Vega,
pues en ella habéis ganado
hoy el inmortal renombre
por ese indómito brazo
y aquestas letras traed
en este dorado campo,
por armas y por blasón
dadas por el cielo grato
sin que las que vos os teneis
que os dió vuestro tronco claro...”

[Gabriel Lobo Laso de La Vega]
De manera que, hacia el año 1781, el romance de Gabriel Lobo Laso de Vega era conocido en Santa Fe, ya sea por tradición oral o por tradición histórica; y aún se consideraba un honor el descender de un héroe de un romance fronterizo.

### Romance de Ibagué
El romance también se abrió paso en el teatro pues después de la Loa Representada en Ibague para la Jura del Rey Fernando VI, el autor Jacinto Buenaventura introduce el Romance de Ibagué, que describe festejos y festividades en general. Consta de 84 versos en octosílabo con asonancia e-o y pertenece a la larga tradición de descripciones de festejos en pliegos sueltos como se acostumbraba en España y en las colonias desde el siglo XVII. Consiste en una descripción exacta de la procesión, la construcción del teatro, fuegos artificiales, las demás diversiones, música, entre otros elementos. El romance parte de una introducción bíblica, comienza la descripción de la festividad y termina con una imploración por el bienestar del rey.
“No ay que desconfiar de Dios
en desabrigos therrenos,
que sabe dar de sus vienes
y a manos llenas lo vemos
pues liberal manifiesta
su piedad en todos tiempos
como se vió en el maná, 
jeneral mantenimiento (...)
Ybagué, pues padesiendo
grande desdicha y pobreza,
y presisado al empeño
de obsequiar a nuestro Rei,
Dios guarde, Fernando Sexto,
estando en este conflicto
ymbió Dios al desempeño
a un noble Alferes Real,
Don Fernando de Caisedo, 
quien con su modo galante
prebino con grande acuerdo
la jura a nuestro Monarca, (...)
Bendito sea Dios por siempre
que cría jenerosos pechos
para honrar a nuestro Rei
alentando, adbirtiendo
para que todos quedazen
lusidos y mui contentos.
Rei del cielo, dadle vida
a tu Fernando pues de ello
las grandes ciudades lograrán
un benefactor tan bueno, 
y después de muchos vienes
dalde la gloria por premio”

[Fragmento]

### Relación del Castigo
Uno de los pocos poemas autóctonos en el estilo de romance vulgar escrito en territorio colombiano que ha conservado es la Relación del Castigo. En esta obra se describe la ejecución de los tres asesinos del secretario del Virreinato Don Francisco Iturrate e inicia con una parábola bíblica. No se conoce la primera parte que narra el desarrollo del acto mismo, solo se ha conservado la segunda en la que cuenta los promotores del crimen, se presentan las declaraciones de los detenidos y el castigo obtenido. Tiene una fuerte presencia de la asistencia religiosa con aparición de un sermón antes de la ejecución de los condenados. El poeta informa del homicidio en calidad de testigo ocular, demostrando sentir compasión por los implicados; llama a su obra “tragedia”, lo cual es distintivo para los romances y corridos que narran sucesos trágicos en este estilo “vulgar”.

El poema consta de 449 versos escritos en sucesión irregular de redondillas, quintillas, pareados, es decir, en octosílabos rimados, sin embargo, especialmente en los versos iniciales la Relación corresponde al tono de los romances del siglo. En esta obra se mezclan tradiciones literarias, el tono especial de las escenas de ejecución, los romances plebeyos y la posición personal del autor superando el motivo moralizador. 
“(...) Se llama Frai Luiz Otero
y el evangelio trajo 
por mostrar su trabajo 
como también el esmero. 
Puestos en la orca estuvieron 
el tiempo determinado 
a la vista del poblado, 
hasta que juntos vinieron 
los ministros y trajeron 
el verdugo y en llegando 
de vno en vno descolgando 
los fue poniendo en el suelo. 
Y luego con gran denuedo
allí los hiva cortando 
Las cabesas les cortaron 
en presencia de escrivanos. 
No les cortaron las manos, 
con que cruelmente mataron 
y sin justicia aorcaron 
aquel pobre caballero, 
que sin mirarle su fuero 
totalmente lo acabaron. 
Pero de esto se escaparon, 
porque entró la charidad, 
como también la piedad, 
para no desquartizarlos. 
Todas las tres las pusieron 
fuera de la media luna 
en su jaula a cada vna, 
porque assi las distinguieron. 
Y sus cuerpos los lleuaron 
a la iglecia cathedral 
y en capilla de charidad 
a todos los sepultaron (...)”

[Fragmento]

### Romance de la Defensa de Cartagena
Considerado como primer Romance colombiano, el Romance de la Defensa de Cartagena, datado cerca de 1741 está incluido en el drama llamado Poema Cómico5  y es el único romance de mayor extensión compuesto y conservado en Colombia. Consta de 714 versos, y es poco probable que haya circulado 48 años de forma oral hasta que fuera publicado, por lo que quizás haya podido circular en forma de manuscrito que podría haberse descubierto con la revisión de los documentos enviados a Tierra Firme a inicios de siglo. 

El romance cuenta el acontecimiento histórico de la victoria de la ciudad de Cartagena frente a los bombardeos y ataques de los ingleses. La composición se encuentra estrechamente vinculada con el santuario de La Popa, pues inicia con 19 versos de invocación a la Virgen; 8 de la conquista del voncento; 36 narran la aparición de la Virgen para conducir al ejército y cómo logra ahuyentar a los atacantes; para finalizar, atribuye la victoria a la Virgen y sus versos finales son agradecimientos y un llamado a practicar su culto. Algunos de los acontecimientos son:
“(...)Tres vageles parecieronel día trese de marzo
por la punta de Canoa,
y la vigía, observando
sus señas y movimiento,
dio el aviso asegurado
que el armamento venía
y lo estavan aguardando.
Y el día quince del mismo
mes, y cuarenta y un años,
dieron vista sus vaxeles,
toda la playa poblando,
que parecía una selva,
segun lo que habia de palos (...)”
[Al avistar la flota inglesa]
“(...)Mas entonces ¡o volar!
de tres piquetes que había
de la plaza y batallón
de España, Aragón, Marina,
les hisieron tanto fuego,
con tanto corage y prisa
que no les dieron lugar
para lograr la subida (...)” 

[Ataque al fuerte de San Felipe]
Esta obra informa viva y detalladamente los acontecimientos y particularidades, muy apegados a lo que conocemos que fue este hecho histórico por la comparación con los respectivos informes de la época. Este romance no parece haber sido cantado al son de un instrumento, sino que fue probablemente recitado ante un público con motivo de un acto oficial que seguramente celebraba la victoria. El poeta no hace alusión a su propia persona, excepto por dar vivas al final, por lo demás no podemos conocer nada del autor. Dentro de los romances enviados a Tierra Firme, se encontraron una gran cantidad de pliegos sueltos en los que figuraban los llamados romances vulgares o históricos, que relatan temas contemporáneos, locales o de festividades oficiales, y que transmitían las noticias o eran de lectura divertida para las colonias. Además existían también romances de ciegos que presentaban los temas caballerescos de forma vulgar, romance de personajes guapos y valentones, romances de santos y devotos; los que contenían noticias de terremotos o huracanes, incluso romances que presentaban tipos como el de “Francisco Esteban”, uno de los personajes de Poema Cómico, considerado como un héroe bravuco que se dedica al contrabando de la sal y tabaco, trabaja en las galeras y ha cometido innumerables asesinados. Fray Felipe de Jesús lo describe así:
“El es hombre de dos varas,
Rojo, y la barba algo negra,
El rostro muy apacible, 
Y la vista placentera; 
Político, cortesano,

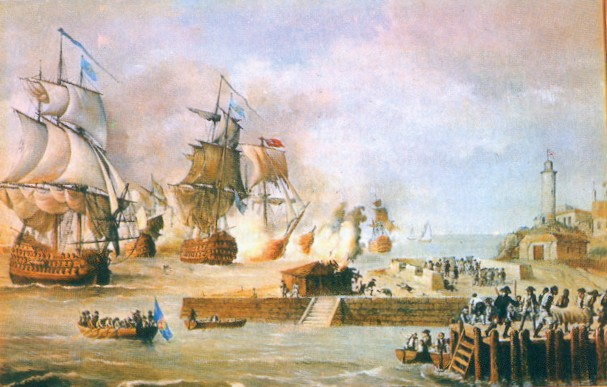
Ataque a Cartagena de Indias por los ingleses en 1741

Y con muchas agudezas (...)”
El propósito del autor del “Poema Cómico” es de índole nacional, religiosa y humana: la defensa de las regiones del Darién y del Chocó, es decir, tierras habitadas por indígenas, que eran explotados por los españoles. La obra fue escrita en plenos años de agitación social, mientras se fortalecía la concientización nacional colombiana y tambaleaba la dominación española. Bajo este marco, se entiende la prohibición de la impresión de romances vulgares o plebeyos, pues eran considerados nocivos para la educación, ya que los pliegos sueltos eran considerados de lectura escolar. De igual modo, el metro del romance se empezó a señalar como despreciable ya que había perdido todo tipo de calidad poética.

## sigloXIX
En la época de la emancipación la poesía popular y política se mezclaba con la literaria; esta literatura tenía una función propagandista y era difundida clandestinamente bajo la vestidura popular. Surgieron muchas canciones nacionales pero en este territorio resalta la Balada de Policarpa Salabarrieta de autor desconocido que no era un romance octosílabo sino decasílabo compuesto por dos estrofas:
¡Granadinos! ¡La Pola no existe!
¡Con la Patria su muerte llorad!
¡Por la Patria a morir aprendamos
Y juremos su muerte vengar!

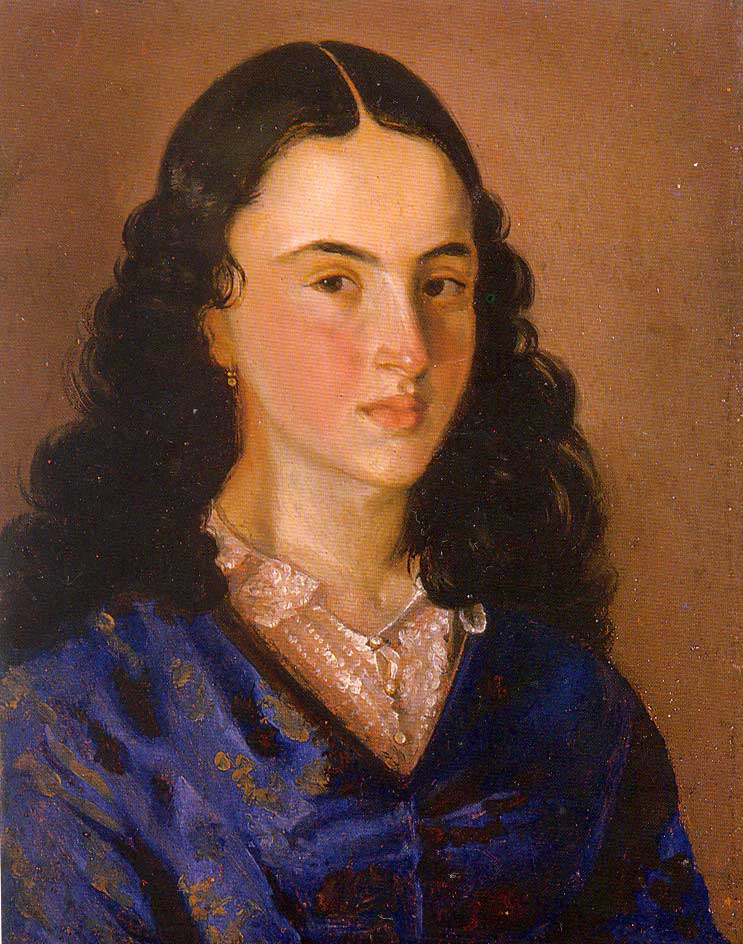
Policarpa Salabarrieta

Por las calles y al pie del suplicio,
¡”Asesinos, gritaba, temblad
¡Coronad vuestro horrible atentado!

¡Ya vendrá quien me sepa vengar!”6
Sin embargo el romance casi no era utilizado para representar los ánimos revolucionarios, se utilizaban más las coplas y décimas; los romances se empleaban más con fines burlescos como la jacará contra el Dr. Andrés Rosillo y un romance encontrado entre las poesías del Padre Ramón Gamba, quién era simpatizante de las ideas revolucionarias y parece que eligió esta forma literaria conocida como española para generar un efecto irónico.
En 1925 fue publicado el Romance de los Comuneros por Enrique Otero D’Costa cuyo contenido hace referencia al levantamiento de los Comuneros, pero no ha sido posible comprobar si el romance data hacia finales del siglo XVIII.
También parece que existió un romance de las guerras de Independencia pero no se ha encontrado todavía; Juan de Dios Arias alude a la existencia de este en su libro Folklore santandereano. 
Los romances pertenecientes a la poesía de “libertad colombiana” eran heroicos o eneasílabos de gusto clásico, a diferencia del octosílabo que se utilizaba en la parodia.
En 1883 apareció el Romancero colombiano en Bogotá, el cual era una colección de romances con motivo del centenario del nacimiento de Simón Bolívar. Esta era una manifestación renovada del Romancero moderna y artística de la manera poética popular; una recreación del antiguo género, adquiriendo un matiz lírico-subjetivo y sentimental. Esta colección contaba con 28 romances con asonancia continua, 3 romances en cuartetos asonantes al lado de dos redondillas, 1 décima, 1 romance heroico y 1 octava artística de 7 sílabas.
Distintos géneros populares de música, canto y baile folclóricos de esta época tuvieron influencias españolas; pero en especial es el “Bambuco” el que tiene una fuerte relación con los versos de romance: su octosílabo tradicional español. Sin embargo, es imposible saber si se cantaron romances con melodías del bambuco.

## sigloXX
Aparece el Romancero colombiano moderno con un contenido de múltiples temas. El concepto de Romance se amplia en diversos sentidos, alejándose de la noción antigua y tradicional. Por una parte representa lo histórico, convirtiéndose en una evolución lírico-subjetiva del pasado, narrando sucesos históricos, la vida de algún personaje relevante, relatos de historiadores y cronistas, entre otros. La palabra de Romancero también tiende a usarse para referirse a lo autóctono, lo nacional y lo que ha seguido subsistiendo en el pueblo colombiano a través de los años. Este concepto es bastante aplicado en títulos de colecciones líricas.
Los temas de los Romanceros de este siglo, han sido motivados por la celebración de centenarios de la historia colonial, o de la fundación de alguna ciudad. Esta preocupación histórica del verso, sirve para realizarla y para fijar rasgos fundamentales de ella en la memoria; de esta manera la primacía de la poesía vuelve a adquirir valor. 
En la mayoría de los poemas se evidencia el conocimiento del antiguo Romancero español ya sea por la acentuación idiomática, la interpolación de romances tradicionales o en el empleo y transformación de los romances españoles. 
En este siglo surgen variedad de colecciones de romance, que aunque hayan perdido su conexión con el antiguo Romancero español, tanto por su expresión poético como por su estilo, la mayoría de ellos se podrían incluir en el marco de romances históricos. Algunas de estas recopilaciones son:

###### El Virrey Solís: Romancero de Manuel Briseño
El libro consta de dos partes: la borrasca y el puerto, en donde abarca poesías históricas compuestas en distinta métrica, aunque una buena parte mantiene el octosílabo. Briceño presenta episodios cómicos de la vida del virrey, bajo una visión moderna, haciendo uso de descripciones anímicas y ambientes históricos ricos. 

###### Romancero colonial de Santiago de Cali deMario Carvajal
Se escribió con motivo de la celebración de 400 años de la fundación de Calí. La obra presenta un estilo extático y provisto de gran vocabulario para alabar la belleza e historia del magnífico paisaje. Consta de diez romances que cuentan desde la fundación y nombre de la ciudad hasta uno dedicado a la Virgen de los Remedios. Cabe destacar el arreglo del romance tradicional fronterizo español de Abenámar, que se incorpora en el noveno romance llamado “Romance de la torre de San Francisco”. 

###### Romancero de la Conquista y la Colonia deIsmael Enrique Arciniegas
Premiado con el premio de la celebración de los 400 años de la fundación de Santa Fe de Bogotá. Compuestos todos en octosílabos, son evocaciones de acontecimientos históricos que recuerdan el espíritu del romance culto del Siglo de Oro. El Romancero de la Conquista consta seis romances que relatan desde la planificación de la ruta de Jiménez de Quesada hasta las expediciones contra el Zaque. El Romancero de la Colonia consta de siete romances que narran cuadros santafereños e incidentes ocurridos en la capital del Nuevo Reino de Granada en la época colonial. 

###### Romancero del Tabaco deAurelio Martínez Mutis
Esta obra trata sobre la historia, geografía, industria y folclore de Santander. Sus temas se relacionan con la plantación y cosecha del tabaco y demuestra un regionalismo. Sus formas métricas, además de versos de romances, son seguidillas y canciones, entre otras.

###### Romancero de Cartagena de Maria Guerrero Palacio
Contiene 18 romances: 1 de nostalgia, 2 de colonización, 4 de piratas, 2 religiosos, 5 de la independencia y 5 de nombres y leyendas. Son composiciones octosílabos con asonancia continua ordenados en párrafos irregulares y breves. Se hace énfasis en la fidelidad histórica al enumerar nombres y fechas, resultando un relato breve y conciso de la historia de la ciudad.

## Actualidad
En la actualidad los romances han perdido ese nombre y se les denomina de distintas maneras: por su título, por sus versos iniciales, como historias, cuentos, canciones viejas, corridos, versos, ensaladillas, chistes, tragedias o tristes. Estos nombres varían de los españoles:
| España7              | Colombia |
| -------------------- | --- |
| Delgadina            | “Guillerdina”, “El rey y las tres hijas” |
| Sildana              | “Sildana”, “La Sildanita” |
| Gerineldo            | “Gerineiro”, “Girieldo” |
| Conde Olinos         | "Niño Lirio", "Conde Lirio", "Corderillo" |
| La Esposa fiel       | “La Catalinita”, “El Soldado”, “Catalina, Catalina, flor de todo el Genovés”, “Catalina, linda, linda, linda (linda fina)”, “Catalina, blanca niña (bella niña), blanca flor del Genovés” |
| Las señas del esposo | "La recién casada”, “La recién viuda”, “La viuda”, “La viuda alegre”, “El soldado” |
| La Esposa infiel     | “Bernal Francés”, “Elena, abríme la puerta”, “Francisco Francés”, “Hernando Francés”, “Francisco Confianza”                                                                               |
| Don Bueso            | "La morenita" |
| Selección de novia   | “Hilito, hilito de oro”, “Filito, filito de oro”, “Jilito, jilito de oro”, “Grano, granito de oro”, “Loro, lorito de oro”, “Anillito, anillito de oro”                                    |
| Mambrú               | “En Francia nace un niño”, “Mambrú se fue a la guerra” |
| El piojo y la pulga  | "El piojo y la pulga(la nigua, la hormiga)" |

Es en el Chocó, Nariño y la Costa Atlántica donde se han conservado los romances españoles y prevalece la tradición entre la generación vieja y mediana. En Santander del Sur también se ha encontrado una fuerte tradición, mientras que en el norte es bastante débil. Por otro lado en Antioquia y en el Huila prevalecen los romances aislados; y en Cundinamarca y Boyacá se han encontrado algunos romances pero no se ha hecho una investigación profunda. En muchas de estas regiones, la difusión y propagación de ciertos romances como “Catalina, Catalina” o “La Recién Casada” se debe a una recitación dramatizada, que se representa hablado o cantado en los pueblos y colegios usualmente con el objetivo de recoger fondos.

### Localismos
Además de las variaciones en los nombres de los romances, también encontramos variaciones en su contenido, pues además de las variaciones ocasionadas por la transmisión oral (omisión de palabras, problemas en la recepción y escucha, de memoria, entre otros)  también encontramos variaciones en referencias geográficas, especies de la naturaleza, costumbres locales y ciertos nombres de personas gracias a la adaptación y apropiación de estas composiciones en el suelo colombiano.